# Clypeoporthe monocarpa
Clypeoporthe monocarpa är en svampart som beskrevs av Höhn. 1919. Clypeoporthe monocarpa ingår i släktet Clypeoporthe och familjen Valsaceae.   Inga underarter finns listade i Catalogue of Life.